# Vandewegheia
Vandewegheia is een kevergeslacht uit de familie van de boktorren (Cerambycidae). De wetenschappelijke naam van het geslacht werd voor het eerst geldig gepubliceerd in 2009 door Bouyer & Susini.

## Soorten
Vandewegheia is monotypisch en omvat slechts de volgende soort:
- Vandewegheia pesarinii Bouyer & Susini, 2009